# Hexatoma mariposa
Hexatoma mariposa là một loài ruồi trong họ Limoniidae. Chúng phân bố ở miền Tân bắc.